# Lángoló part
A Lángoló part (eredeti cím: Mountain of Diamonds) egy 1991-es francia-német-olasz kalandfilmsorozat, amely Wilbur Smith Lángoló part és a Kard hatalma című regényeiből készült. A filmet 4 részes minisorozatban készítették.

## Történet
|  | Alább a cselekmény részletei következnek! |

Az első világháború idején, 1917-ben, Észak-Franciaországban a gyönyörű, fiatal, Centaine de Thiry grófnő a birtokán berendezett kórházban háborús sebesülteket ápol. Ide szállítják Michael Courtney századost is, aki szerencsésen túlélte repülőgépének lezuhanását. Michael Courtney egy pilóta, aki Sean Courtney törvénytelen fia. A Michael és Centaine egymásba szeret és már az esküvőt is kitűzik, és azt tervezik, hogy Afrikában, Michael szülőhelyén élnek majd, de amikor a németek újabb offenzívát indítanak, Michaelnek be kell vonulni a hadseregbe, hogy részt vegyen az újabb támadásban. A légi támadást Michael nem éli túl, ekkor derül ki, hogy Centaine gyermeket vár. Miután a háború egyre közelebb ér Centaine birtokához, nekik is menekülniük kell. Centaine elhatározza, hogy Afrikába megy, hogy ott szülje meg gyermekét. Michael nagybátyja, Garrick Courtney tábornok szervezi útját Afrikába egy kórház-hajón. Eközben Dél-Afrikában folyamatos harcok dúlnak, a búr lázadók és az angolok között. Az angolok egyik legelszántabb ellensége Lothar De La Rey, akinek megölték a családját, a németek segítségével megtorpedózza, majd elsüllyeszti azt a hajót, amelyen Centaine utazik. Centaine egy tutajra kerül, majd a Namib-sivatag partjára vetődik, ahol két bennszülött veszi oltalmába a váradós asszonyt. Ez idő alatt Centaine egykori nevelőnője, Anna rendíthetetlenül keresi őt. Amíg Centaine a bennszülöttekkel, Hanival és Owi-val él, megszületik fia Shasa Michael Courtney, és felfedez egy gyémántlelőhelyet. Később találkozik Lothar De La Reyel. Miután Lothar visszatér jelenti Ernienek, Anna férjének, hogy megtalálta Centaine-t, és felajánlja neki, hogy visszaszerzi nekik Centaine-t, cserébe ő és az emberei amnesztiát kapnak. Ernie teljesíti Lothar kérését, Lothar pedig állja a szavát: Centaine végre visszatérhet a civilizált körülmények közé. Centaine beleszeret megmentőjébe, majd miután megtudja, hogy Lothar megölte a számára legdrágább embereket, a bennszülötteket. Megállapodást köt Lotharral, hogy megszüli neki a fiát és soha többet nem látják egymást viszont. Megtagadja Manfredot a fiát, és szívből gyűlöli Lothart. Miután Centaine és fia, Shasa visszatért Annához kemény üzletasszony lesz, gyémántbányát nyit Afrikában, amelyet Haniról nevez el. Lothar és Centaine 18 év után találkoznak újra, amikor is Centaine felvásárolja az azóta törvénytisztelő életet élő Lothar halászüzemét. Ezután Lothar minden idejét azzal tölti, hogy egyre jobb és jobb terveket szőjön Centaine gyémántjainak elrablására. Lothar fia, Manfred időközben sikeresen beépült a bányába, ahol Shasa is dolgozik. Manfred rossz szemmel nézi, hogy Shasa az általa kiszemelt Sarahnak udvarol. Amikor Sarah-t megerőszakolják, Shasát vádolják és a bányában lázadás tör ki, Centaine a bányába megy, hogy mentse a fiát és a gyémántjait. A hazafelé vezető úton megtámadja őket Lothar felfegyverzett csapata, a dulakodás közben Centaine megharapja Lothar kezét, ami elfertőződik és lassan felemészti egész testét.
|  | Itt a vége a cselekmény részletezésének! |

## Szereplők
| Szerep                     | Színész                   | Magyar hang        |
| -------------------------- | ------------------------- | ------------------ |
| Centaine de Thiry          | Isabelle Gelinas          | Kovács Nóra        |
| Lothar De La Rey           | Derek De Lint             | Gáti Oszkár        |
| Michael Courtney           | Jason Connery             | Széles László      |
| Sean Courtney              |                           |                    |
| Garrick Courtney           | Frank Finlay              |                    |
| Anna                       | Marina Vlady              | Császár Angela     |
| Ernie                      | Ernest Borgnine           | Gruber Hugó        |
| Hani                       | Jenny Alpha               |                    |
| Owi                        | Marius Yelolo             |                    |
| Shasa Michael Courtney     | Andrea Prodan             |                    |
| Manfred De La Rey          | Lorenzo Flaherty          |                    |
| Blaine Malcommes           | John Savage               | Stohl András       |
| Louis de Thiry gróf        | Jean-Pierre Cassel        | Makay Sándor       |
| Fourie                     | Marc de Jonge             | Pusztaszeri Kornél |
| Sarah                      | Jennifer Youngs           |                    |
| Tengeralattjáró-parancsnok | Ralph Schicha             |                    |
| Isabelle                   | Valerie Perrine           |                    |
| Hendricks                  | Russell Case              |                    |
| Twentyman                  | Clive Riche               |                    |
|                            | Fabrizio Mastracchi Manes |                    |
|                            | Enrico Mastracchi Manes   |                    |
|                            | Bobby Rhodes              |                    |